# راي جونستون
راي جونستون (بالإنجليزية: Ray Johnston)‏ (5 مايو 1981 ببرستل في المملكة المتحدة - ) هو لاعب كرة قدم بريطاني في مركز حراسة المرمى. لعب مع نادي بريستول روفيرز وWeston-super-Mare A.F.C. ‏ ونادي باث سيتي ونادي غلوستر سيتي وBishop Sutton A.F.C. ‏ وClevedon Town F.C. ‏ وTiverton Town F.C. ‏ وفروم تاون ‏.